# Grahana

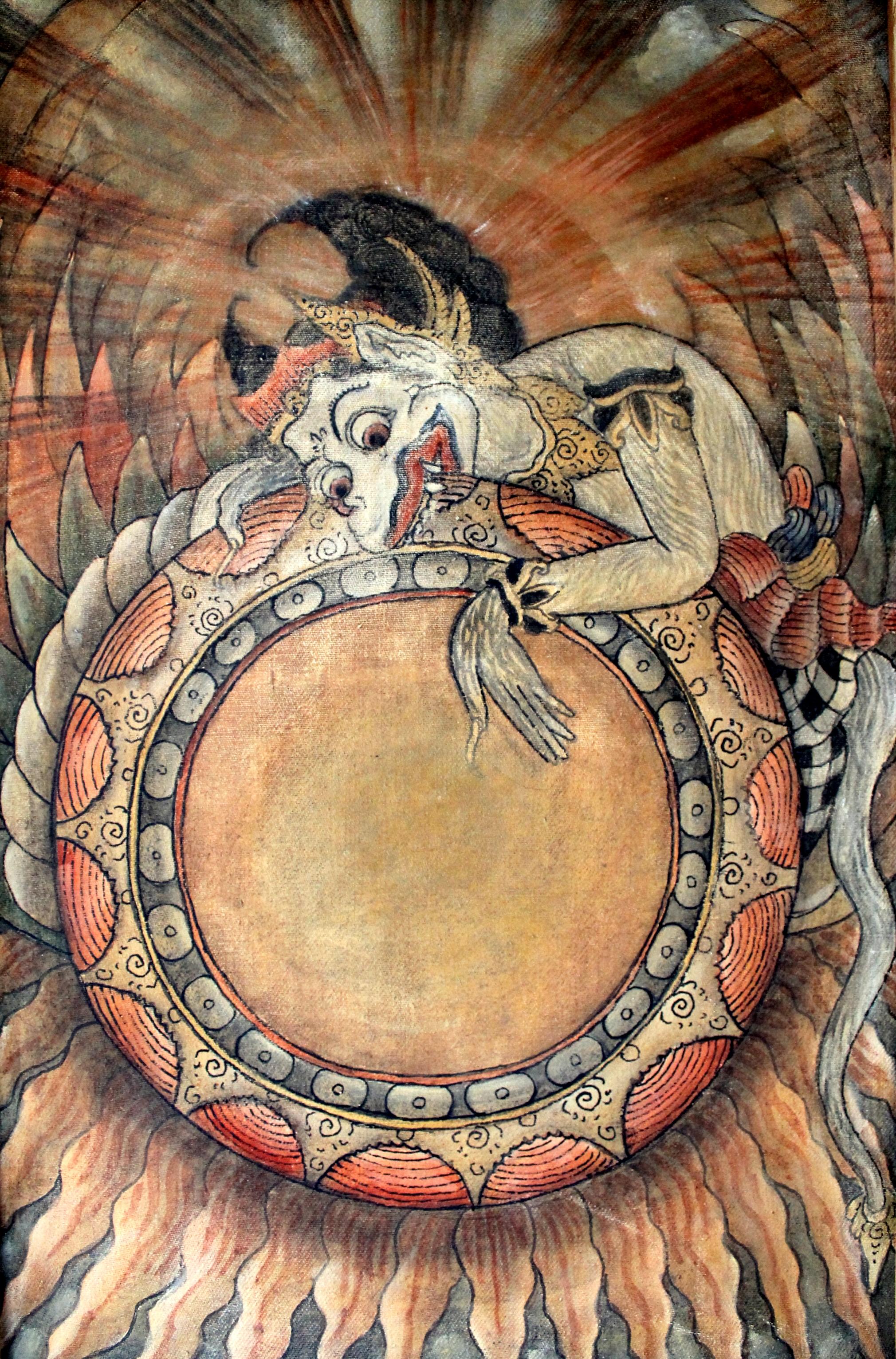
Rahu engole o sol, conhecido como Rahukalam

Grahana (em sânscrito:  ग्रहणं 'eclipse') refere-se ao termo sânscrito para um eclipse. Os eclipses são considerados fenômenos importantes no hinduísmo, e lendas envolvendo sua origem e propósito são apresentadas na mitologia hindu.

## Literatura
Um eclipse pode ser classificado como um eclipse solar Suryagrahana (Sūryagrahaṇam), ou um eclipse lunar, Chandragrahana (Candragrahaṇam) na literatura hindu.
As crenças em torno dos eclipses são consideradas pelos estudiosos como intimamente associadas às divindades védicas e foram significativas tanto na astrologia quanto na astronomia. A origem dos eclipses é explicada na lenda purânica do Samudra Manthana, a agitação do oceano primordial. Quando o asura chamado Rahu tentou se passar por um deva para receber amṛtam, o néctar da vida eterna, Surya e Chandra, as divindades do sol e da lua, alertaram Mohini, uma forma de Vishnu. Mohini prontamente jogou seu disco para decapitar o asura, mas ele já havia consumido uma gota do néctar e se tornado imortal. A cabeça de Rahu foi banida para os céus e, devido à participação das duas divindades celestiais em sua decapitação, ele ocasionalmente as engole inteiras por um determinado período de tempo, causando o eclipse solar e lunar.
Em outros textos, o eclipse está associado a Svarbhanu, que é identificado como o asura cuja cabeça se torna mais tarde Rahu. De acordo com o Mahabharata, o deus do sol Surya também é descrito como um "inimigo de Svarbhānu". Diz-se que Svarbhānu atinge o Sol e a Lua com flechas, e os corpos celestes são revividos por Atri como é dito no Rigveda.
O Skanda Purana conta a lenda em que os sábios testemunham uma mulher que morava na floresta ficar mais bela após tomar banho em um lago sagrado durante um eclipse solar, o que implica que é um meio de alcançar a salvação.
No Padma Purana, afirma que se um homem fizer o tilatarpaṇa, ou seja, a oferta de água e bolinhos de arroz, aos seus ancestrais durante um eclipse solar, ele os nutre e alcança o mundo celestial; falhando, ele se torna um Chandala na próxima encarnação. Isso ocorre porque toda a água é considerada tão sagrada quanto o Ganges durante esse período. Todos os brâmanes se tornam tão veneráveis quanto o sábio Vyasa durante este período. Um presente oferecido durante um eclipse lunar tem 100.000 de eficácia; um presente oferecido durante um eclipse solar tem 1.000.000 de eficácia.
O livro Narada Purana ensina cálculos relativos às previsões de eclipses solares e lunares, juntamente com outros eventos astronômicos.
O Brahma Vaivarta Purana afirma que aquele que se banha durante a lua cheia, um eclipse e ocasiões sagradas alcança a morada de Vishnu, Vaikuntha.

## Práticas religiosas
Os hindus geralmente acreditam que um grahana é um mau presságio e realizam certas atividades antes, durante ou depois de seu início. Antes de um eclipse solar, é recomendado o jejum por até seis horas antes do fenômeno. A comida geralmente é preparada somente após a passagem do eclipse. As convenções e regras sobre o consumo de refeições em determinadas horas no contexto do evento são prescritas no Kurma Purana.
Durante a primeira e a fase final de um eclipse, um devoto pode banhar-se ritualmente para se purificar, bem como oferecer orações aos seus ancestrais. Locais de peregrinação situados adjacentes a um rio se enchem de devotos durante o início de um grahana em algumas regiões.
Acredita-se que especialmente as mulheres grávidas então em risco em um eclipse, e espera-se que observem as restrições religiosas durante o fenômeno para evitar deformidades e má formações em seus filhos.
É considerado um mau presságio nascer durante um eclipse, e os brâmanes são freqüentemente chamados para abençoar ritualmente a criança. Por outro lado, um grahana é considerado um momento auspicioso para apratica e o canto de mantras, especialmente para se proteger contra o mal.